# Дернак Деси
Дернак Деси (фр. Bernac-Dessus) насеље је и општина у јужној Француској у региону Миди Пирене, у департману Горњи Пиринеји која припада префектури Тарб.
По подацима из 2011. године у општини је живело 298 становника, а густина насељености је износила 64,78 становника/km². Општина се простире на површини од 4,6 km². Налази се на средњој надморској висини од 398 метара (максималној 527 m, а минималној 394 m).

## Демографија
| 1962. | 1968. | 1975. | 1982. | 1990. | 1999. | 2011. |
| ----- | ----- | ----- | ----- | ----- | ----- | ----- |
| 143   | 179   | 220   | 257   | 278   | 325   | 298   |

График промене броја становника у току последњих година